# 宮川春水
宮川 春水（みやがわ しゅんすい、生没年不詳）とは、江戸時代の浮世絵師。

## 来歴
宮川長春の晩年の門人。俗称藤四郎、満洗堂と号す。画姓ははじめ宮川、のちに勝宮川、勝川と改む。江戸深川に住み、後に芳町に移る。作画期は寛保から明和にかけての頃で、版本の絵と肉筆美人画の作がある。版本は宝暦10年（1760年）の『絵本武者軍鑑』の挿絵など宝暦後期から明和までのものが7、8点、肉筆画はそれよりも多く残り20点ほどが知られている。画風ははじめ同門の宮川長亀の影響が窺えるが、のちに独自の可憐で繊細な画風を成したとされ、浮絵や見立絵なども描く。寛延3年（1750年）に宮川一門と稲荷橋狩野家とのあいだで起きた刃傷沙汰の後、春水は宮川の画姓を憚り、「勝宮川」さらに「勝川」と称し絵師の仕事を続けた。その門弟からは勝川春章が出ている。

## 作品
- 「朝顔を採る美人」　ボストン美術館所蔵
- 「浮絵座敷義太夫狂言図」　同上
- 「美人髪洗い図」　フリア美術館所蔵
- 「太夫と禿図」　絹本着色　城西大学水田美術館所蔵
- 「三味線を弾く美人図」　紙本着色　東京国立博物館所蔵
- 「名古屋山三郎物語絵巻」　同上　※伝 宮川春水
- 「花魁と禿図」　同上
- 「桜下遊女と禿図」　紙本着色　浮世絵太田記念美術館所蔵
- 「花持つ美人図」　同上
- 「楓下詠歌の図」　同上
- 「柿採る美人図」　同上
- 「初音図」　紙本着色　MOA美術館所蔵
- 「花下三曲合奏図」　紙本着色　奈良県立美術館所蔵　※「勝川」の落款